# Lequites

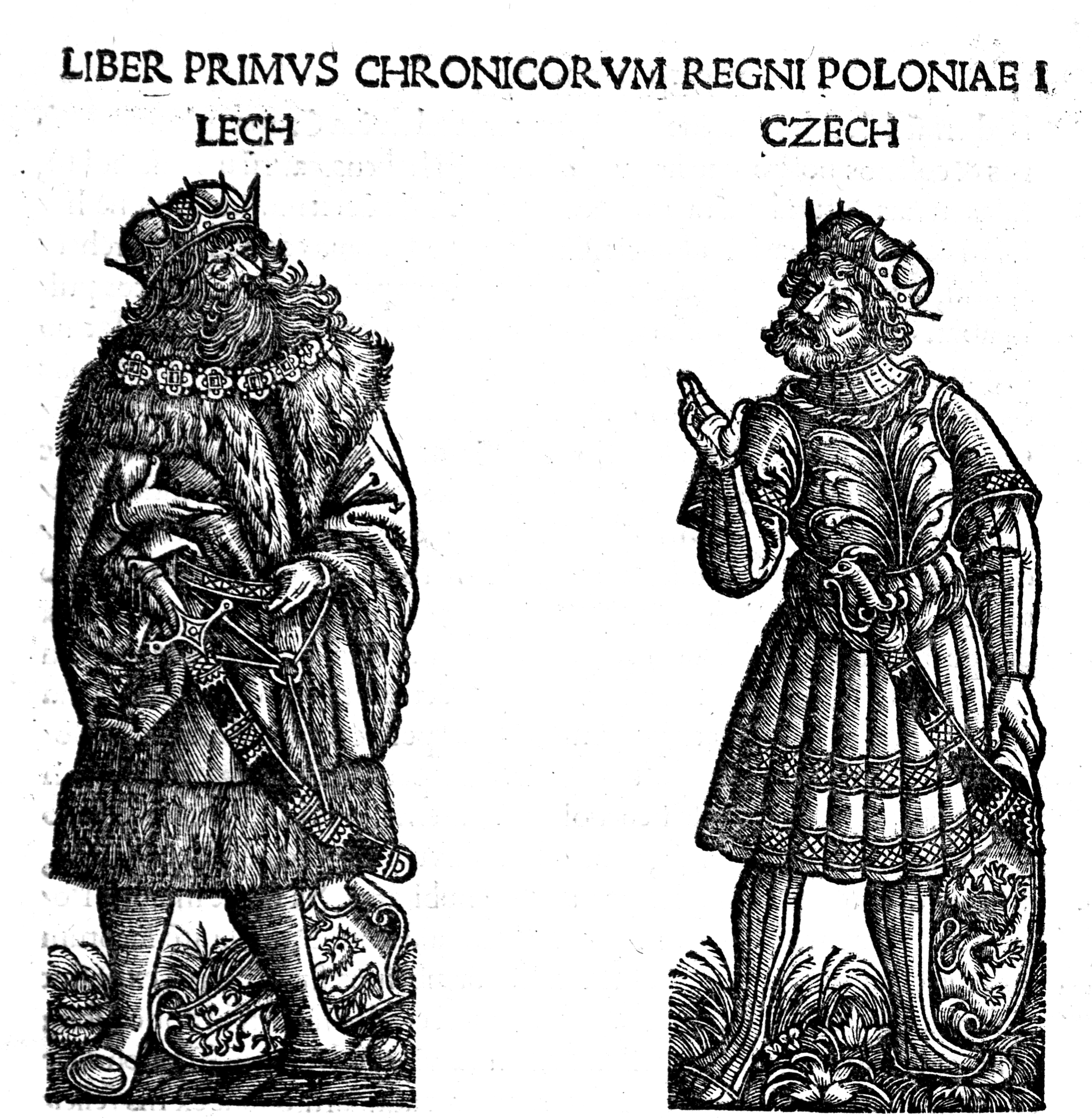
Els germans Lec i Txec, fundadors llegendaris de les terres eslaves occidentals de Lechia (Polònia) i Bohèmia a "Chronica Polonorum" (1506) per Maciej Miechowita

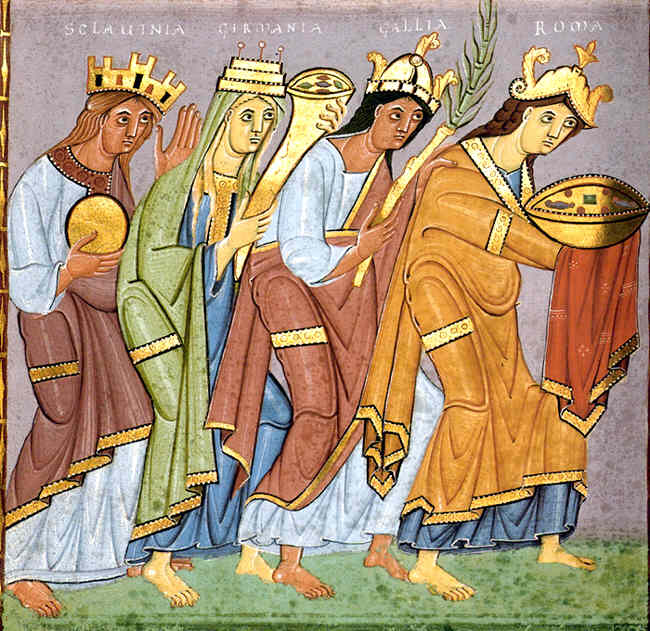
Personificacions de Esclavínia/país dels Wends, Germània, Gàl·lia, i Roma, oferiments portats a Otó III; de d'un llibre de l'Evangeli datat el 990.

Lequites (llatí: Lechites, polonès Lechici) és un nom donat a certes poblacions eslaves occidentals, incloent-hi els avantpassats dels moderns polonesos, els pomeranis històrics i els polabis, parlants de llengües del grup lequític.

## Història
Quan Mieszko I (també Dagome) va heretar el tron ducal del seu pare, probablement va governar sobre dos terços del territori habitat per tribus lequites orientals. Va unir als lequites de l'est de l'Oder (polabis, masovis, pomeranis, vistulans, silesians) en un país únic: Polònia. El seu fill, Bolesław el Valent, amb l'ajuda de Sant Adalbert, va erradicar el paganisme, i va fundar els bisbats de Breslau (Wrocaw), Colberg, i Cracòvia, i un arquebisbat a Gniezno. Boleslau va fer guerres reeixides contra Bohèmia, Moràvia, els Rus de Kíev i Lusàcia, i va forçar als pomeranis occidentals a pagar un tribut a Polònia. Poc abans de la seva mort Boleslau es convertia en el primer rei de Polònia el 1024.

### Grup Lequític
| - Polonesos - Sòrabs (Serbo-Lusacis) | - Obotrites/Abodrites (†) - Velets (†) |

### llengües Lequítiques
Els eslaus occidentals incloïen els avantpassats de les poblacions conegudes més tard com polonesos, pomeranis, txecs, eslovacs i polabis. L'anomenat grup lequític del nord inclou, junt amb el polonès, el polabi mort i llengües pomerànies. Les llengües de la part del sud de l'àrea Polàbia, conservada com una relíquia avui dia a la Baixa Lusàcia, ocupa un lloc entre els grups Lequític i txeco-eslovac.

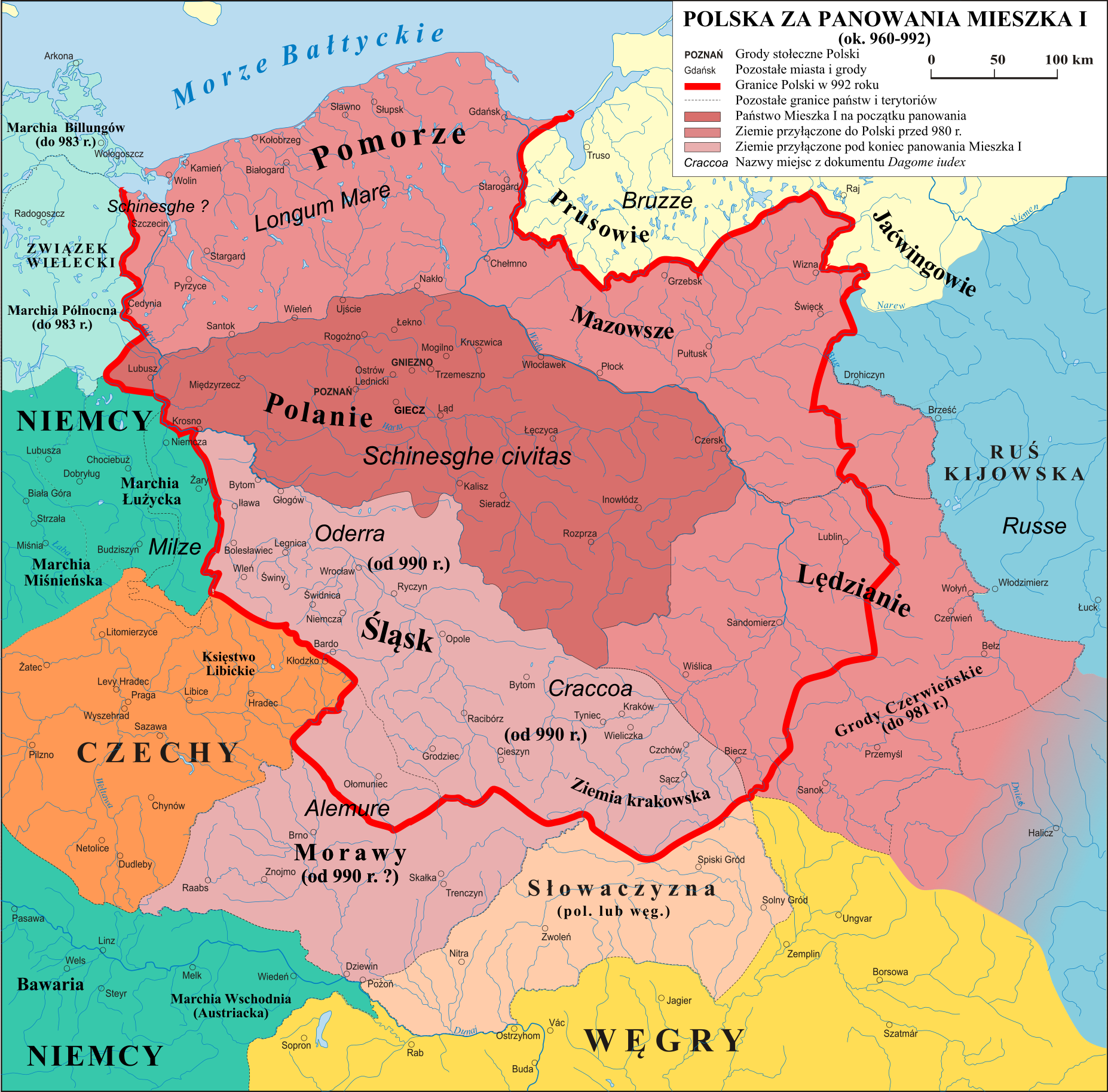
Polònia sota el govern de Mieszko I (vers 960-992)

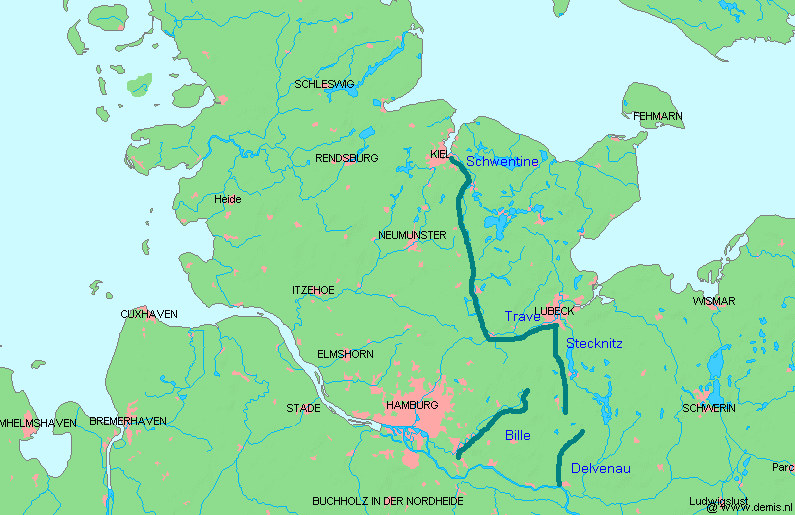
El Limes saxoniae presumida frontera entre els Saxons i els lequites obotrites, establert segons la tradició el 810 a l'Schleswig-Holstein actual, però resultat d'una falsificació documental del per Adam de Bremen.

## El nom Laesir/Lech
El nom Lec (Lech o Leszek, Lestko, Leszko, Lestek, i Lechosaw) és nom molt popular a Polònia. Lec era nom de mascle popular entre membres de la Dinastia Piast com Lestko, Leszek I el Blanc, Leszek II el Negre, Leszek, duc de Masòvia, Leszek de Racibórz.
La part més vella de Gniezno situada en el centre de Gran Polònia es coneix com a "Wzgórze Lecha" (català "El Turó de Lech"), també conegut com a "Góra Królewska" (Turó Reial). Una variant d'aquesta llegenda, implicant només dos germans Lec i Txec, també és coneguda a la República Txeca. La llegenda fou descrita per "Wielkopolska Kronika" ("Crònica de la Gran Polònia") escrita el 1273 en llatí i la Crònica de Dalimil escrit en llengua txeca el 1314.Lestko (també Lestek, Leszek) esmentat a la Gesta Principum Polonorum completada entre 1112 i 1118 per Gallus Anonymus, fou el segon duc llegendari de Polònia, i fill de Siemowit, nascut vers 870-880. La crònica de Res gestae saxonicae sive annalium libri tres del segle x d'Alemanya escrit per Widukind de Corvey assenyalava que Mieszko I fill de Siemomys i net de Lestek governava sobre la tribu anomenada els Licicaviki que vivia en el territori que és ara Polònia i es coneixia com a " Lestkowici " - tribu de Lestek identificada per alguns historiadors amb els Lendians (= Lechites).

Els noms Lechitae (Lechites), lechiticus (lechític) i Lechia per descriure tots els polonesos medievals fou utilitzat moltes vegades per Wincenty Kadubek a Chronica seu originale regum et principum Poloniae (Cròniques dels Reis i Prínceps de Polònia) escrita entre 1190-1208." Greater Poland Chronicle" el 1273 descriu Casimir I de Polònia el Restaurador com "rei del polonesos que vol dir lequites".  ambdós noms, Polonesos i Lequites, s'utilitzaven a la Polònia medieval com termes dequats (sinònims). "Laesir és el terme antic noruec per Ljachar, un poble que vivia prop del Vístula a Polònia". Formes diferents del nom Lechia per descriure l'estat polonès és encara present en unes quantes llengües europees i en algunes llengües de l'Àsia central i l'Orient Mitjà, "Lenkija" en llengua lituana, "Lengyelország" en llengua hongaresa, "Lehia" en llengua romanesa, "Lahestân/لهستان" en persa (i mitjançant prendreu en préstec al persa: "Lehastan" en Llengua armènia, i "Lehistan" en la llengua turca).